# La Romana (Spanyolország)
La Romana egy község Spanyolországban, Alicante tartományban. Lakosainak száma 2672 fő (2024). La Romana Orihuela, Algueña, Pinoso, Monóvar, Novelda, Aspe és Hondón de las Nieves községekkel határos.

## Népesség
A település lakosságának változását az alábbi diagram mutatja:
| Lakosok száma | 2009 | 2235 | 2407 | 2576 | 2554 | 2465 | 2411 | 2434 | 2542 | 2672 |
|               | 2001 | 2004 | 2006 | 2009 | 2011 | 2014 | 2016 | 2019 | 2021 | 2024 |